# Repêchage amateur de la LNH 1978
1977 1979
Le repêchage amateur de la Ligue nationale de hockey 1978  se déroula à l'hôtel Reine Élizabeth à Montréal au Québec (Canada).

Ce fut le dernier repêchage à porter le nom de repêchage d'amateur. Le prochain repêchage se nommant repêchage d'entrée.

## Sélections par tour
Les sigles suivants seront utilisés dans les tableaux pour parler des ligues mineures:
- AHO: Association de Hockey de l'Ontario – aujourd'hui Ligue de hockey de l'Ontario.
- LHJMQ: Ligue de hockey junior majeur du Québec.
- NCAA: National Collegiate Athletic Association
- LHOu: Ligue de hockey de l'Ouest
- AMH: Association mondiale de hockey

### 1ertour
| Rang | Équipe LNH               | Nationalité          | Joueur           | Repêché de                           |
| ---- | ------------------------ | -------------------- | ---------------- | ------------------------------------ |
| 1    | North Stars du Minnesota | Canada               | Bobby Smith      | 67's d'Ottawa (AHO)                  |
| 2    | Capitals de Washington   | Canada               | Ryan Walter      | Breakers de Seattle (LHOu)           |
| 3    | Blues de Saint-Louis     | Canada               | Wayne Babych     | Winter Hawks de Portland (LHOu)      |
| 4    | Canucks de Vancouver     | Canada               | Bill Derlago     | Wheat Kings de Brandon (LHOu)        |
| 5    | Rockies du Colorado      | Canada               | Mike Gillis      | Canadians de Kingston (AHO)          |
| 6    | Flyers de Philadelphie   | Canada               | Behn Wilson      | Canadians de Kingston (AHO)          |
| 7    | Flyers de Philadelphie   | Canada               | Ken Linseman     | Bulls de Birmingham (AMH)            |
| 8    | Canadiens de Montréal    | Canada               | Danny Geoffrion  | Royals de Cornwall (LHJMQ)           |
| 9    | Red Wings de Détroit     | Allemagne de l'Ouest | Willie Huber     | Fincups de Hamilton (AHO)            |
| 10   | Black Hawks de Chicago   | Canada               | Tim Higgins      | 67's d'Ottawa (AHO)                  |
| 11   | Flames d'Atlanta         | Canada               | Brad Marsh       | Knights de London (AHO)              |
| 12   | Red Wings de Détroit     | Canada               | Brent Peterson   | Winter Hawks de Portland (LHOu)      |
| 13   | Sabres de Buffalo        | Canada               | Larry Playfair   | Winter Hawks de Portland (LHOu)      |
| 14   | Flyers de Philadelphie   | Canada               | Dan Lucas        | Greyhounds de Sault Ste. Marie (AHO) |
| 15   | Islanders de New York    | Canada               | Steve Tambellini | Broncos de Lethbridge (LHOu)         |
| 16   | Bruins de Boston         | Canada               | Al Secord        | Fincups de Hamilton (AHO)            |
| 17   | Canadiens de Montréal    | Canada               | Dave Hunter      | Wolves de Sudbury (AHO)              |
| 18   | Capitals de Washington   | Canada               | Tim Coulis       | Fincups de Hamilton (AHO)            |

### 2etour
| Rang | Équipe LNH               | Nationalité       | Joueur            | Repêché de                         |
| ---- | ------------------------ | ----------------- | ----------------- | ---------------------------------- |
| 19   | North Stars du Minnesota | Canada            | Steve Payne       | 67's d'Ottawa (AHO)                |
| 20   | Capitals de Washington   | Canada            | Paul Mulvey       | Winter Hawks de Portland (LHOu)    |
| 21   | Maple Leafs de Toronto   | Canada            | Joel Quenneville  | Spitfires de Windsor (AHO)         |
| 22   | Canucks de Vancouver     | États-Unis Canada | Curt Fraser       | Spitfires de Windsor (AHO)         |
| 23   | Capitals de Washington   | Canada            | Paul MacKinnon    | Petes de Peterborough (AHO)        |
| 24   | North Stars du Minnesota | États-Unis        | Steve Christoff   | Golden Gophers du Minnesota (NCAA) |
| 25   | Penguins de Pittsburgh   | Canada            | Mike Meeker       | Petes de Peterborough (AHO)        |
| 26   | Rangers de New York      | Canada            | Don Maloney       | Rangers de Kitchener (AHO)         |
| 27   | Rockies du Colorado      | Canada            | Merlin Malinowski | Tigers de Medicine Hat (LHOu)      |
| 28   | Red Wings de Détroit     | Canada            | Glenn Hicks       | Bombers de Flin-Flon (LHOu)        |
| 29   | Black Hawks de Chicago   | Canada            | Doug Lecuyer      | Winter Hawks de Portland (LHOu)    |
| 30   | Canadiens de Montréal    | Canada            | Dale Yakiwchuk    | Winter Hawks de Portland (LHOu)    |
| 31   | Red Wings de Détroit     | Canada            | Al Jensen         | Fincups de Hamilton (AHO)          |
| 32   | Sabres de Buffalo        | Canada            | Tony McKegney     | Canadians de Kingston (AHO)        |
| 33   | Flyers de Philadelphie   | Canada            | Mike Simurda      | Canadians de Kingston (AHO)        |
| 34   | Islanders de New York    | Canada            | Randy Johnston    | Petes de Peterborough (AHO)        |
| 35   | Bruins de Boston         | Canada            | Graeme Nicholson  | Royals de Cornwall (LHJMQ)         |
| 36   | Canadiens de Montréal    | Canada            | Ron Carter        | Castors de Sherbrooke (LHJMQ)      |

### 3etour
| Rang | Équipe LNH             | Nationalité | Joueur            | Repêché de                         |
| ---- | ---------------------- | ----------- | ----------------- | ---------------------------------- |
| 37   | Flyers de Philadelphie | Canada      | Gord Salt         | Huskies de Michigan Tech (NCAA)    |
| 38   | Capitals de Washington | Canada      | Glen Currie       | National de Laval (LHJMQ)          |
| 39   | Blues de Saint-Louis   | Canada      | Steve Harrison    | Marlboros de Toronto (AHO)         |
| 40   | Canucks de Vancouver   | Canada      | Stan Smyl         | Bruins de New Westminster (LHOu)   |
| 41   | Rockies du Colorado    | Canada      | Paul Messier      | Pioneers de Denver (NCAA)          |
| 42   | Canadiens de Montréal  | Canada      | Richard David     | Draveurs de Trois-Rivières (LHJMQ) |
| 43   | Rangers de New York    | Canada      | Ray Markham       | Bombers de Flin-Flon (LHOu)        |
| 44   | Rangers de New York    | États-Unis  | Dean Turner       | Wolverines du Michigan (NCAA)      |
| 45   | Capitals de Washington | Canada      | Jay Johnston      | Fincups de Hamilton (AHO)          |
| 46   | Black Hawks de Chicago | Canada      | Rick Paterson     | Royals de Cornwall (LHJMQ)         |
| 47   | Flames d'Atlanta       | Canada      | Tim Bernhardt     | Royals de Cornwall (LHJMQ)         |
| 48   | Maple Leafs de Toronto | Canada      | Mark Kirton       | Petes de Peterborough (AHO)        |
| 49   | Sabres de Buffalo      | États-Unis  | Rob McClanahan    | Golden Gophers du Minnesota (NCAA) |
| 50   | Flyers de Philadelphie | Canada      | Glen Cochrane     | Cougars de Victoria (LHOu)         |
| 51   | Islanders de New York  | Canada      | Dwayne Lowdermilk | Breakers de Seattle (LHOu)         |
| 52   | Bruins de Boston       | Canada      | Brad Knelson      | Broncos de Lethbridge (LHOu)       |
| 53   | Red Wings de Détroit   | Canada      | Doug Derkson      | Bruins de New Westminster (LHOu)   |

### 4etour
| Rang | Équipe LNH               | Nationalité | Joueur               | Repêché de                           |
| ---- | ------------------------ | ----------- | -------------------- | ------------------------------------ |
| 54   | North Stars du Minnesota | Canada      | Curt Giles           | Bulldogs de Minnesota-Duluth (NCAA)  |
| 55   | Capitals de Washington   | Suède       | Bengt-Åke Gustafsson | Färjestads BK (Elitserien)           |
| 56   | Canucks de Vancouver     | Suède       | Harold Luckner       | Färjestads BK (Elitserien)           |
| 57   | Canucks de Vancouver     | Canada      | Brad Smith           | Wolves de Sudbury (AHO)              |
| 58   | Rockies du Colorado      | Canada      | Dave Watson          | Greyhounds de Sault Ste. Marie (AHO) |
| 59   | Rangers de New York      | États-Unis  | Dave Silk            | Terriers de Boston (NCAA)            |
| 60   | Rangers de New York      | Canada      | André Doré           | Remparts de Québec (LHJMQ)           |
| 61   | Penguins de Pittsburgh   | Canada      | Shane Pearsall       | 67's d'Ottawa (AHO)                  |
| 62   | Red Wings de Détroit     | Norvège     | Bjørn Skaare         | 67's d'Ottawa (AHO)                  |
| 63   | Black Hawks de Chicago   | Canada      | Brian Young          | Bruins de New Westminster (LHOu)     |
| 64   | Flames d'Atlanta         | Canada      | Jim MacRae           | Knights de London (AHO)              |
| 65   | Maple Leafs de Toronto   | Canada      | Bob Parent           | Rangers de Kitchener (AHO)           |
| 66   | Sabres de Buffalo        | Canada      | Mike Gazdic          | Wolves de Sudbury (AHO)              |
| 67   | Flyers de Philadelphie   | Canada      | Russ Wilderman       | Breakers de Seattle (LHOC)           |
| 68   | Bruins de Boston         | Canada      | George Buat          | Breakers de Seattle (LHOu)           |
| 69   | Canadiens de Montréal    | Canada      | Kevin Reeves         | Juniors de Montréal (LHJMQ)          |

### 5etour
| Rang | Équipe LNH               | Nationalité | Joueur            | Repêché de                           |
| ---- | ------------------------ | ----------- | ----------------- | ------------------------------------ |
| 70   | North Stars du Minnesota | Canada      | Roy Kerling       | Big Red de Cornell (NCAA)            |
| 71   | Capitals de Washington   | Canada      | Lou Franceschetti | Flyers de Niagara Falls (AHO)        |
| 72   | Blues de Saint-Louis     | Canada      | Kevin Willison    | Bighorns de Billings (LHOu)          |
| 73   | Rockies du Colorado      | Canada      | Tim Thomlinson    | Bighorns de Billings (LHOu)          |
| 74   | Rockies du Colorado      | Canada      | Rod Guimont       | Broncos de Lethbridge (LHOu)         |
| 75   | Penguins de Pittsburgh   | Canada      | Rob Garner        | Marlboros de Toronto (AHO)           |
| 76   | Rangers de New York      | États-Unis  | Mike McDougall    | Flags de Port Huron (LIH)            |
| 77   | Kings de Los Angeles     | Canada      | Paul Mancini      | Greyhounds de Sault Ste. Marie (AHO) |
| 78   | Red Wings de Détroit     | Canada      | Ted Nolan         | Greyhounds de Sault Ste. Marie (AHO) |
| 79   | Black Hawks de Chicago   | Canada      | Mark Murphy       | Marlboros de Toronto (AHO)           |
| 80   | Flames d'Atlanta         | Canada      | Gord Wappel       | Pats de Regina (LHOu)                |
| 81   | Maple Leafs de Toronto   | Canada      | Jordy Douglas     | Bombers de Flin-Flon (LHOu)          |
| 82   | Sabres de Buffalo        | Canada      | Randy Ireland     | Generals de Flint (LIH)              |
| 83   | Flyers de Philadelphie   | Canada      | Brad Tamblyn      | Marlboros de Toronto (AHO)           |
| 84   | Islanders de New York    | États-Unis  | Greg Hay          | Huskies de Michigan Tech (NCAA)      |
| 85   | Bruins de Boston         | États-Unis  | Darryl McLeod     | Terriers de Boston (NCAA)            |
| 86   | Canadiens de Montréal    | Canada      | Mike Boyd         | Greyhounds de Sault Ste. Marie (AHO) |

### 6etour
| Rang | Équipe LNH               | Nationalité | Joueur           | Repêché de                            |
| ---- | ------------------------ | ----------- | ---------------- | ------------------------------------- |
| 87   | North Stars du Minnesota | États-Unis  | Bob Bergloff     | Golden Gophers du Minnesota (NCAA)    |
| 88   | Capitals de Washington   | Canada      | Vince Magnan     | Pioneers de Denver (NCAA)             |
| 89   | Blues de Saint-Louis     | Canada      | Jim Nill         | Tigers de Medicine Hat (LHOu)         |
| 90   | Canucks de Vancouver     | Canada      | Gerry Minor      | Pats de Regina (LHOu)                 |
| 91   | Rockies du Colorado      | États-Unis  | John Hynes       | Crimson d'Harvard (NCAA)              |
| 92   | Maple Leafs de Toronto   | Canada      | Mel Hewitt       | Wranglers de Calgary (LHOu)           |
| 93   | Rangers de New York      | Canada      | Tom Laidlaw      | Wildcats de Northern Michigan (NCAA)  |
| 94   | Kings de Los Angeles     | Canada      | Doug Keans       | Generals d'Oshawa (AHO)               |
| 95   | Red Wings de Détroit     | Canada      | Sylvain Locas    | Castors de Sherbrooke (LHJMQ)         |
| 96   | Black Hawks de Chicago   | États-Unis  | Dave Feamster    | Tigers de Colorado College (NCAA)     |
| 97   | Flames d'Atlanta         | Canada      | Greg Meredith    | Fighting Irish de Notre Dame (NCAA)   |
| 98   | Maple Leafs de Toronto   | Canada      | Normand Lefebvre | Draveurs de Trois-Rivières (LHJMQ)    |
| 99   | Sabres de Buffalo        | Canada      | Cam MacGregor    | Royals de Cornwall (LHJMQ)            |
| 100  | Flyers de Philadelphie   | Canada      | Mark Taylor      | Fighting Sioux de North Dakota (NCAA) |
| 101  | Islanders de New York    | Canada      | Kelly Davis      | Bombers de Flin-Flon (LHOu)           |
| 102  | Bruins de Boston         | États-Unis  | Jeff Brubaker    | Petes de Peterborough (AHO)           |
| 103  | Canadiens de Montréal    | Canada      | Keith Acton      | Petes de Peterborough (AHO)           |

### 7etour
| Rang | Équipe LNH               | Nationalité | Joueur         | Repêché de                           |
| ---- | ------------------------ | ----------- | -------------- | ------------------------------------ |
| 104  | North Stars du Minnesota | Canada      | Kim Spencer    | Cougars de Victoria (LHOu)           |
| 105  | Capitals de Washington   | Suède       | Mats Hallin    | Södertälje SK (Elitserien)           |
| 106  | Blues de Saint-Louis     | Canada      | Steve Stockman | Royals de Cornwall (LHJMQ)           |
| 107  | Canucks de Vancouver     | Canada      | Dave Ross      | Winter Hawks de Portland (LHOu)      |
| 108  | Rockies du Colorado      | Canada      | Andy Clark     | Lakers de Lake Superior State (NCAA) |
| 109  | Blues de Saint-Louis     | Canada      | Paul MacLean   | Olympiques de Hull (LHJMQ)           |
| 110  | Rangers de New York      | Canada      | Dan Clark      | Admirals de Milwaukee (LIH)          |
| 111  | Kings de Los Angeles     | États-Unis  | Don Waddell    | Wildcats de Northern Michigan (NCAA) |
| 112  | Red Wings de Détroit     | Canada      | Wes George     | Blades de Saskatoon (LHOu)           |
| 113  | Black Hawks de Chicago   | Canada      | Dave Mancuso   | Spitfires de Windsor (AHO)           |
| 114  | Flames d'Atlanta         | Canada      | Dave Hindmarch | Université de l'Alberta (CIAU)       |
| 115  | Maple Leafs de Toronto   | Canada      | John Scammell  | Broncos de Lethbridge (LHOu)         |
| 116  | Sabres de Buffalo        | Canada      | Dan Eastman    | Gears de Saginaw (LIH)               |
| 117  | Flyers de Philadelphie   | États-Unis  | Mike Ewanowski | Eagles de Boston College (NCAA)      |
| 118  | Islanders de New York    | Canada      | Rick Pépin     | National de Laval (LHJMQ)            |
| 119  | Bruins de Boston         | Canada      | Murray Skinner | Lakers de Lake Superior State (NCAA) |
| 120  | Canadiens de Montréal    | Canada      | Jim Lawson     | Bears de Brown (NCAA)                |

### 8etour
| Rang | Équipe LNH               | Nationalité | Joueur         | Repêché de                         |
| ---- | ------------------------ | ----------- | -------------- | ---------------------------------- |
| 121  | North Stars du Minnesota | Canada      | Mike Cotter    | Falcons de Bowling Green (NCAA)    |
| 122  | Capitals de Washington   | Canada      | Rich Sirois    | Admirals de Milwaukee (LIH)        |
| 123  | Blues de Saint-Louis     | Canada      | Denis Houle    | Fincups de Hamilton (AHO)          |
| 124  | Canucks de Vancouver     | États-Unis  | Steve O'Neill  | Friars de Providence (NCAA)        |
| 125  | Rockies du Colorado      | Canada      | John Olver     | Wolverines du Michigan (NCAA)      |
| 126  | Flyers de Philadelphie   | Canada      | Jerry Price    | Winter Hawks de Portland (LHOu)    |
| 127  | Rangers de New York      | Canada      | Greg Kostenko  | Buckeyes d'Ohio State (NCAA)       |
| 128  | Kings de Los Angeles     | Canada      | Bob Mierkalns  | Fincups de Hamilton (AHO)          |
| 129  | Red Wings de Détroit     | Canada      | John Barrett   | Spitfires de Windsor (AHO)         |
| 130  | Black Hawks de Chicago   | Canada      | Sandy Ross     | Raiders de Colgate (NCAA)          |
| 131  | Flames d'Atlanta         | Canada      | Dave Morrison  | Wranglers de Calgary (LHOu)        |
| 132  | Maple Leafs de Toronto   | Canada      | Kevin Reinhart | Rangers de Kitchener (AHO)         |
| 133  | Sabres de Buffalo        | États-Unis  | Eric Strobel   | Golden Gophers du Minnesota (NCAA) |
| 134  | Flyers de Philadelphie   | Canada      | Darre Switzer  | Tigers de Medicine Hat (LHOu)      |
| 135  | Islanders de New York    | Canada      | Dave Cameron   | Université de l'ÎPE (CIAU)         |
| 136  | Bruins de Boston         | États-Unis  | Bobby Hehir    | Eagles de Boston College (NCAA)    |
| 137  | Canadiens de Montréal    | Canada      | Larry Landon   | Engineers de Rensselaer (NCAA)     |

### 9etour
| Rang | Équipe LNH               | Nationalité | Joueur             | Repêché de                         |
| ---- | ------------------------ | ----------- | ------------------ | ---------------------------------- |
| 138  | North Stars du Minnesota | Canada      | Brent Gogol        | Bighorns de Billings (LHOu)        |
| 139  | Capitals de Washington   | Canada      | Denis Pomerleau    | Draveurs de Trois-Rivières (LHJMQ) |
| 140  | Blues de Saint-Louis     | États-Unis  | Tony Meagher       | Terriers de Boston (NCAA)          |
| 141  | Canucks de Vancouver     | États-Unis  | Charlie Antetomaso | Eagles de Boston College (NCAA)    |
| 142  | Rockies du Colorado      | Canada      | Kevin Krook        | Pats de Regina (LHOu)              |
| 143  | Blues de Saint-Louis     | Canada      | Rick Simpson       | Tigers de Medicine Hat (LHOu)      |
| 144  | Rangers de New York      | Canada      | Brian McDavid      | Rangers de Kitchener (AHO)         |
| 145  | Kings de Los Angeles     | Canada      | Rick Scully        | Bears de Brown (NCAA)              |
| 146  | Red Wings de Détroit     | Canada      | Jim Malazdrewicz   | St. Boniface (LHJM)                |
| 147  | Black Hawks de Chicago   | Canada      | Mark Locken        | Flyers de Niagara Falls (AHO)      |
| 148  | Flames d'Atlanta         | Canada      | Doug Todd          | Wolverines du Michigan (NCAA)      |
| 149  | Maple Leafs de Toronto   | États-Unis  | Mike Waghorne      | Wildcats du New Hampshire (NCAA)   |
| 150  | Sabres de Buffalo        | Canada      | Eugene O'Sullivan  | Wranglers de Calgary (LHOu)        |
| 151  | Flyers de Philadelphie   | Canada      | Greg Francis       | Saints de St. Lawrence (NCAA)      |
| 152  | Islanders de New York    | États-Unis  | Paul Joswiak       | Golden Gophers du Minnesota (NCAA) |
| 153  | Bruins de Boston         | Canada      | Craig MacTavish    | River Hawks d'UMass-Lowell (NCAA)  |
| 154  | Canadiens de Montréal    | États-Unis  | Kevin Constantine  | Engineers de Rensselaer (NCAA)     |

### 10etour
| Rang | Équipe LNH               | Nationalité | Joueur          | Repêché de                           |
| ---- | ------------------------ | ----------- | --------------- | ------------------------------------ |
| 155  | North Stars du Minnesota | États-Unis  | Mike Seide      | Stars junior de Bloomington (USHL)   |
| 156  | Capitals de Washington   | Canada      | Barry Heard     | Knights de London (AHO)              |
| 157  | Blues de Saint-Louis     | Canada      | Jim Lockhurst   | Canadians de Kingston (AHO)          |
| 158  | Canucks de Vancouver     | Canada      | Rick Martens    | Bruins de New Westminster (LHOu)     |
| 159  | Rockies du Colorado      | États-Unis  | Jeff Jensen     | Lakers de Lake Superior State (NCAA) |
| 160  | Blues de Saint-Louis     | Canada      | Bob Froese      | Flyers de Niagara Falls (AHO)        |
| 161  | Rangers de New York      | États-Unis  | Mark Rodrigues  | Bulldogs de Yale (NCAA)              |
| 162  | Kings de Los Angeles     | Canada      | Brad Thiessen   | Marlboros de Toronto (AHO)           |
| 163  | Red Wings de Détroit     | Canada      | Geoff Shaw      | Fincups de Hamilton (AHO)            |
| 164  | Black Hawks de Chicago   | États-Unis  | Glenn Van       | Tigers de Colorado College (NCAA)    |
| 165  | Flames d'Atlanta         | États-Unis  | Mark Green      | Castors de Sherbrooke (LHJMQ)        |
| 166  | Maple Leafs de Toronto   | Canada      | Laurie Cuvelier | Université St. Francis Xavier (CIAU) |
| 167  | Flyers de Philadelphie   | Canada      | Rick Berard     | Université St. Mary's (CIAU)         |
| 168  | Flyers de Philadelphie   | États-Unis  | Don Lucia       | Fighting Irish de Notre Dame (NCAA)  |
| 169  | Islanders de New York    | Canada      | Scott Cameron   | Fighting Irish de Notre Dame (NCAA)  |
| 170  | Blues de Saint-Louis     | États-Unis  | Dan Lerg        | Wolverines du Michigan (NCAA)        |
| 171  | Canadiens de Montréal    | Canada      | John Swan       | Université McGill (CIAU)             |

### 11etour
| Rang | Équipe LNH             | Nationalité | Joueur               | Repêché de                              |
| ---- | ---------------------- | ----------- | -------------------- | --------------------------------------- |
| 172  | Capitals de Washington | Canada      | Mark Toffolo         | Flags de Port Huron (LIH)               |
| 173  | Blues de Saint-Louis   | Finlande    | Risto Siltanen       | Ilves Tampere (SM-liiga)                |
| 174  | Rockies du Colorado    | Suède       | Bo Ericsson          | AIK (Elitserien)                        |
| 175  | Blues de Saint-Louis   | Suède       | Dan Hermansson       | Elitserien                              |
| 176  | Rangers de New York    | Canada      | Steve Weeks          | Wildcats de Northern Michigan (NCAA)    |
| 177  | Kings de Los Angeles   | États-Unis  | Jim Armstrong        | Golden Knights de Clarkson (NCAA)       |
| 178  | Red Wings de Détroit   | Canada      | Carl Van Harrewyn    | Bruins de New Westminster (LHOu)        |
| 179  | Black Hawks de Chicago | Canada      | Darryl Sutter        | Broncos de Lethbridge (LHOu)            |
| 180  | Flames d'Atlanta       | Canada      | Bob Sullivan         | Goaldiggers de Toledo (LIH)             |
| 181  | Blues de Saint-Louis   | Canada      | Jean-François Boutin | Blackhawks de Verdun (LHJMQ)            |
| 182  | Flyers de Philadelphie | États-Unis  | Mark Berge           | Fighting Sioux du Dakota du Nord (NCAA) |
| 183  | Flyers de Philadelphie | États-Unis  | Ken Moore            | Golden Knights de Clarkson (NCAA)       |
| 184  | Islanders de New York  | Suède       | Chris Lowdahl        | (Elitserien)                            |
| 185  | Blues de Saint-Louis   | États-Unis  | John Sullivan        | Friars de Providence (NCAA)             |
| 186  | Canadiens de Montréal  | Canada      | Dan Métivier         | Olympiques de Hull (LHJMQ)              |

### 12etour
| Rang | Équipe LNH             | Nationalité          | Joueur               | Repêché de                      |
| ---- | ---------------------- | -------------------- | -------------------- | ------------------------------- |
| 187  | Capitals de Washington | Canada               | Paul Hogan           | Pats de Regina (LHOu)           |
| 188  | Blues de Saint-Louis   | Canada               | Serge Ménard         | Juniors de Montréal (LHJMQ)     |
| 189  | Capitals de Washington | États-Unis           | Steve Barger         | Eagles de Boston College (NCAA) |
| 190  | Rockies du Colorado    | Finlande             | Jari Viitala         | Finlande                        |
| 191  | Blues de Saint-Louis   | Canada               | Don Boyd             | Engineers de Rensselaer (NCAA)  |
| 192  | Rangers de New York    | Canada               | Pierre Daigneault    | Collège St. Laurent             |
| 193  | Kings de Los Angeles   | Canada               | Claude Larochelle    | Olympiques de Hull (LHJMQ)      |
| 194  | Red Wings de Détroit   | Tchécoslovaquie      | Ladislav Svozil      | Tchécoslovaquie                 |
| 195  | Flyers de Philadelphie | États-Unis           | Jim Olson            | Vulcans de St.-Paul (USHL)      |
| 196  | Flames d'Atlanta       | Allemagne de l'Ouest | Bernhard Engelbrecht | EV Landshut (Bundesliga)        |
| 197  | Blues de Saint-Louis   | Canada               | Paul Stasiuk         | Friars de Providence (NCAA)     |
| 198  | Flyers de Philadelphie | Tchécoslovaquie      | Anton Šťastný        | HC Slovan Bratislava 1. liga)   |
| 199  | Islanders de New York  | Suède                | Gunnar Persson       | Brynäs IF (Elitserien)          |
| 200  | Blues de Saint-Louis   | Allemagne de l'Ouest | Gerd Truntschka      | EV Landshut (Bundesliga)        |
| 201  | Canadiens de Montréal  | Union soviétique     | Viatcheslav Fetissov | HK CSKA Moscou (Superliga)      |

### 13etour
| Rang | Équipe LNH             | Nationalité      | Joueur           | Repêché de                     |
| ---- | ---------------------- | ---------------- | ---------------- | ------------------------------ |
| 202  | Capitals de Washington | Canada           | Rod Pacholzuk    | Wolverines du Michigan (NCAA)  |
| 203  | Blues de Saint-Louis   | Union soviétique | Victor Shkurdyuk | Dynamo Moscou (Superliga)      |
| 204  | Rockies du Colorado    | Suède            | Ulf Zetterstrom  | (Elitserien)                   |
| 205  | Blues de Saint-Louis   | États-Unis       | Carl Bloomberg   | Université de St. Louis (NCAA) |
| 206  | Rangers de New York    | États-Unis       | Chris McLaughlin | Big Green de Dartmouth (NCAA)  |
| 207  | Blues de Saint-Louis   | Canada           | Terry Kitching   | Terriers de Boston (NCAA)      |
| 208  | Red Wings de Détroit   | Canada           | Tom Bailey       | Canadians de Kingston (AHO)    |
| 209  | Blues de Saint-Louis   | États-Unis       | Brian O'Connor   | Terriers de Boston (NCAA)      |
| 210  | Blues de Saint-Louis   | Canada           | Brian Crombeen   | Canadians de Kingston (AHO)    |
| 211  | Blues de Saint-Louis   | Canada           | Mike Pidgeon     | Generals d'Oshawa (AHO)        |
| 212  | Canadiens de Montréal  | États-Unis       | Jeff Mars        | Wolverines du Michigan (NCAA)  |

### 14etour
| Rang | Équipe LNH             | Nationalité | Joueur          | Repêché de                           |
| ---- | ---------------------- | ----------- | --------------- | ------------------------------------ |
| 213  | Capitals de Washington | Canada      | Wes Jarvis      | Spitfires de Windsor (AHO)           |
| 214  | Blues de Saint-Louis   | États-Unis  | John Cochrane   | Crimson d'Harvard (NCAA)             |
| 215  | Capitals de Washington | Canada      | Ray Irwin       | Generals d'Oshawa (AHO)              |
| 216  | Blues de Saint-Louis   | États-Unis  | Joe Casey       | Eagles de Boston College (NCAA)      |
| 217  | Rangers de New York    | États-Unis  | Todd Johnson    | Terriers de Boston (NCAA)            |
| 218  | Blues de Saint-Louis   | États-Unis  | Jim Farrell     | Tigers de Princeton (NCAA)           |
| 219  | Red Wings de Détroit   | Canada      | Larry Lozinski  | Bombers de Flin-Flon (LHOu)          |
| 220  | Blues de Saint-Louis   | États-Unis  | Frank Johnson   | Friars de Providence (NCAA)          |
| 221  | Blues de Saint-Louis   | Canada      | Blair Wheeler   | Bulldogs de Yale (NCAA)              |
| 222  | Canadiens de Montréal  | États-Unis  | Greg Tignanelli | Wildcats de Northern Michigan (NCAA) |

### 15etour
| Rang | Équipe LNH            | Nationalité | Joueur          | Repêché de                       |
| ---- | --------------------- | ----------- | --------------- | -------------------------------- |
| 223  | Rangers de New York   | Canada      | Dan McCarthy    | Wolves de Sudbury (AHO)          |
| 224  | Red Wings de Détroit  | Canada      | Randy Betty     | Bruins de New Westminster (LHOu) |
| 225  | Canadiens de Montréal | Canada      | George Goulakos | Saints de St. Lawrence (NCAA)    |

### 16etour
| Rang | Équipe LNH            | Nationalité | Joueur        | Repêché de                    |
| ---- | --------------------- | ----------- | ------------- | ----------------------------- |
| 226  | Red Wings de Détroit  | Canada      | Brian Crawley | Saints de St. Lawrence (NCAA) |
| 227  | Canadiens de Montréal | Canada      | Ken Moodie    | Raiders de Colgate (NCAA)     |

### 17etour
| Rang | Équipe LNH            | Nationalité | Joueur        | Repêché de                   |
| ---- | --------------------- | ----------- | ------------- | ---------------------------- |
| 228  | Red Wings de Détroit  | Canada      | Doug Feasby   | Marlboros de Toronto (AHO)   |
| 229  | Canadiens de Montréal | Canada      | Serge Leblanc | Catamounts du Vermont (NCAA) |

### 18etour
| Rang | Équipe LNH            | Nationalité | Joueur       | Repêché de                   |
| ---- | --------------------- | ----------- | ------------ | ---------------------------- |
| 230  | Canadiens de Montréal | États-Unis  | Bob Magnuson | Warriors de Merrimack (NCAA) |

### 19etour
| Rang | Équipe LNH            | Nationalité | Joueur      | Repêché de                     |
| ---- | --------------------- | ----------- | ----------- | ------------------------------ |
| 231  | Canadiens de Montréal | États-Unis  | Chris Nilan | Huskies de Northeastern (NCAA) |

### 20etour
| Rang | Équipe LNH            | Nationalité | Joueur      | Repêché de                    |
| ---- | --------------------- | ----------- | ----------- | ----------------------------- |
| 232  | Canadiens de Montréal | Canada      | Rick Wilson | Saints de St. Lawrence (NCAA) |

### 21etour
| Rang | Équipe LNH            | Nationalité | Joueur         | Repêché de                       |
| ---- | --------------------- | ----------- | -------------- | -------------------------------- |
| 233  | Canadiens de Montréal | Canada      | Louis Sleigher | Saguenéens de Chicoutimi (LHJMQ) |

### 22etour
| Rang | Équipe LNH            | Nationalité | Joueur    | Repêché de                  |
| ---- | --------------------- | ----------- | --------- | --------------------------- |
| 234  | Canadiens de Montréal | Canada      | Doug Robb | Bighorns de Billings (LHOu) |